# ジェフ・クライン
ジェフ・クライン（Jeff Clyne、1937年1月29日 - 2009年11月16日）は、イギリスのジャズ・ベーシスト（ベースとダブルベースの両方を演奏）である。

## 略歴
彼は1958年から1年間、ジャズ・クーリアーズでタビー・ヘイズやロニー・スコットと共に演奏し、1959年11月にロニー・スコッツ・ジャズ・クラブのオープニングで演奏したミュージシャンたちによるグループの一員となった。1961年からは、ヘイズのグループの正規メンバーとなっている。
クラインは、ブロッサム・ディアリー、スタン・トレイシー（アルバム『Jazz Suite Inspired by Dylan Thomas's "Under Milk Wood"』にて）、イアン・カー、ゴードン・ベック（アルバム『ゴードン・ベック・ウィズ・ジョニー・マクローリン (Experiments With Pop)』、ジョン・マクラフリン参加）、ダドリー・ムーア、ズート・シムズ、ノーマ・ウィンストン、ジョン・バーチ、マリオン・モンゴメリーと共に演奏した。1970年代には、ニュークリアス、アイソトープ、ギルガメッシュ、ジャイルズ・ファーナビーズ・ドリーム・バンド、ターニング・ポイントのメンバーを務めた。しばしばドラマーのトレヴァー・トムキンスと演奏した。
クラインは、2009年11月16日に心臓発作で亡くなった。

## ディスコグラフィ

### リーダー・アルバム
- Springboard (1969年、Polydor) ※with イアン・カー
- 『カンバセイション・ピース』 - Conversation Piece - Part 1 & 2 (1980年、View) ※アラン・ホールズワース、ゴードン・ベック、ジェフ・クライン、ジョン・スティーヴンス連名。日本盤はアラン・ホールズワース・セッション名義
- Twice Upon a Time (1988年、Cadillac) ※with フィル・リー
- Sorry It's Been So Long (2004年、Woodville) ※with ジョン・ホーラー、トレヴァー・トムキンス

### 参加アルバム
ニール・アードレイ
- 『ギリシャ変奏曲』 - Greek Variations (1970年、Columbia)
- 『ア・シンフォニー・オブ・アマランス』 - A Symphony of Amaranths (1971年、Regal Zonophone)
- On the Radio: BBC Sessions 1971 (2017年、Dusk Fire)

ゴードン・ベック
- 『ゴードン・ベック・ウィズ・ジョニー・マクローリン』 - Experiments with Pops (1968年、Major Minor)
- Gyroscope (1969年、Morgan)
- 『ホエン・サニー・ゲッツ・ブルー - スプリング'68セッションズ』 - When Sunny Gets Blue (2018年、Turtle) ※1968年録音

ロイ・バッド
- Budd 'n' Bossa (1970年、Pye)
- Fear Is the Key (1972年、Pye)
- Get Carter (1971年、Odeon)
- The Internecine Project (2019年、Trunk)

ブロッサム・ディアリー
- 『ブロッサム・タイム・アット・ロニー・スコット』 - Blossom Time at Ronnie Scott's (1966年、Fontana)
- 『ザッツ・ジャスト・ザ・ウェイ・アイ・ウォント・トゥ・ビー』 - That's Just the Way I Want to Be (1970年、Fontana)
- Live in London Vol. 2 (2004年、Harkit)

ボブ・ダウンズ
- Diversions (1971年、Openian)
- 『ヘルス・エンジェルス - デビルへの旅』 - Hells Angels (1975年、Openian)
- 『ファイヴ・トリオ』 - 5 Trios (2010年、Openian) ※1970年-1979年録音

タビー・ヘイズ
- 『TUBBY'S GROOVE』 - Tubby's Groove (1960年、Tempo)
- 『タブス』 - Tubbs (1961年、Fontana)
- Night and Day (1996年、Magnum America)
- 『100%プルーフ』 - 100% Proof (1967年、Fontana)
- England's Late Jazz Great (1987年、IAJRC)
- 200% Proof (1992年、Master Mix)
- Live in London (2004年、Harkit)
- Commonwealth Blues (2005年、Art of Life)
- Intensity: The 1965 Tapes (2008年、Tentoten)
- Tubby's New Groove (2011年、Candid)

ニュークリアス
- 『エラスティック・ロック』 - Elastic Rock (1970年、Vertigo)
- 『ニュークリアス2』 - We'll Talk About It Later (1971年、Vertigo)
- 『ライヴ・アット・ザ・BBC 1971&1982』 - The Pretty Redhead (2003年、Hux) ※1971年・1982年録音
- 『へミスフィアーズ』 - Hemispheres (2006年、Hux) ※1970年・1971年録音
- 『ライヴ 1970』 - Live 1970 (2014年、Gearbox) ※1970年録音 with レオン・トーマス

ジョン・スティーヴンス
- Chemistry (1977年、Vinyl)
- Freebop (1982年、Affinity)
- Blue (1998年、Culture Press)

トレヴァー・ワッツ & アマルガム
- Prayer for Peace (1969年、Transatlantic)

その他
- アコースティック・アルケミー : Simon James & Nicholas Webb Guitar Duo (1981年、Mastermime)
- アコースティック・アルケミー : 『アーリー・アルケミー』 - Early Alchemy (1992年、GRP)
- ケヴィン・エアーズ : 『おもちゃの歓び』 - Joy of a Toy (1989年、BGO)
- ピート・ブラウン : The Not Forgotten Association (1973年、Deram)
- ジョン・バーチ : Jazzbeat (2019年、Rhythm & Blues)
- イアン・カー : 『ソーラー・プレクサス』 - Solar Plexus (1971年、Vertigo)
- ロイ・キャッスル : Songs for A Rainy Day (1966年、Columbia)
- アイソトープ : Septober Energy (1971年、RCA/Neon)
- マイク・クーパー : Places I Know (1971年、Dawn)
- ジュリー・ドリスコール : 1969 (1971年、Polydor)
- ジョージィ・フェイム : The Two Faces of Fame (1967年、CBS)
- ジャイルズ・ファーナビー : Giles Farnaby's Dream Band (1973年、Argo)
- マイケル・ギブス : Tanglewood 63 (1971年、Deram)
- ギルガメッシュ : Gilgamesh (1975年、Caroline)
- ギルガメッシュ : Arriving Twice (2000年、Cuneiform)
- バリー・ガイ & ロンドン・ジャズ・コンポーザーズ・オーケストラ : Ode (1972年、Incus)
- ジム・ホール : Live in London (2019年、Harkit)
- ジョン・ホーラー : Lost Keys (1993年、Master Mix)
- リンダ・ホイル : Pieces of Me (1971年、Vertigo)
- アイソトープ : 『アイソトープ』 - Isotope (1974年、Gull)
- アイソトープ & ゲイリー・ボイル : 『ライヴ・アット・ザ・BBC』 - Live at the BBC (2004年、Hux)
- ジャズ・クーリアーズ : Tippin': The Jazz Couriers Live in Morecambe 1959 (2012年、Gearbox)
- マリアン・モンゴメリー : On Stage! (1978年、Cube)
- マリアン・モンゴメリー : Nice and Easy (1990年、Jazz House)
- ダドリー・ムーア : Keep It Up (1969年、Decca)
- ダドリー・ムーア : The Dudley Moore Trio (1969年、Decca)
- トニー・オクスレイ : The Baptised Traveller (1969年、CBS)
- トニー・オクスレイ : 4 Compositions for Sextet (1970年、CBS)
- トム・パクストン : How Come the Sun (1971年、Reprise)
- アネット・ピーコック : 『X-ドリームス』 - X-Dreams (1978年、Aura)
- ジャイルス・ピーターソン : Impressed 2 with Gilles Peterson (2004年、Universal/Impressed Re-pressed)
- プリンス・ラシャ : Insight  (1966年、CBS)
- ドン・レンデル & イアン・カー : 『チェンジ・イズ』 - Change Is (1969年、Columbia)
- ロニー・スコット & タビー・ヘイズ : The Couriers of Jazz (1958年、London American)
- ロニー・スコット : BBC Jazz Club (2013年、Gearbox)
- ズート・シムズ : Zoot at Ronnie Scott's (1962年、Fontana)
- スポンティニアス・ミュージック・アンサンブル : Challenge (1966年、Eyemark)
- スポンティニアス・ミュージック・アンサンブル : Oliv & Familie (2014年、Emanem)
- ザ・ザ : 『インフェクテッド』 - Infected (1986年、Epic)
- キース・ティペット : 『ユー・アー・ヒア・アイ・アム・ゼア』 - You Are Here... I Am There (1970年、Polydor)
- スタン・トレイシー : Jazz Suite (1965年、Columbia)
- スタン・トレイシー : Alice in Jazz Land (2007年、Resteamed)
- セオ・トラヴィス : View from the Edge (1994年、33 Jazz)
- ターニング・ポイント : 『クリーチャーズ・オブ・ザ・ナイト』 - Creatures of the Night (1977年、Gull)
- ターニング・ポイント : 『暗黙の契り』 - Silent Promise (1978年、Gull)
- ジェイムズ・タイラー : Ragtime (1979年、Desto)
- スティーヴ・ウォーターマン : Destination Unknown (1995年、ASC)
- ワーキング・ウィーク : 『コンパニェロス』 - Compañeros (1986年、Virgin)
- ワーキング・ウィーク : 『ペイデイ』 - Payday (1988年、Venture/Virgin)
- ロバート・ワイアット : 『フロッサム・アンド・ジッサム』 - Flotsam Jetsam (1994年、Rough Trade)